# Jamides blairana
Jamides blairana är en fjärilsart som beskrevs av Evans 1925. Jamides blairana ingår i släktet Jamides och familjen juvelvingar. Inga underarter finns listade i Catalogue of Life.